# Filles de la Croix de Palerme
Les Filles de la Croix de Palerme (en latin : Congregatio Filiarum a Cruce) forment une congrégation religieuse féminine enseignante de droit pontifical.

## Histoire
En 1883, le prêtre sicilien Nunzio Russo (1841-1906) fonde  les filles de saint François de Sales mais la communauté est bientôt dissoute le 25 janvier 1891 par Michelangelo Celesia, archevêque de Palerme.
Russo fonde alors à Castelbuono les sœurs de la doctrine chrétienne, approuvée par Gaetano d'Alessandro, évêque de Cefalù. En 1893, les sœurs prennent le nom de filles de la Croix.
Au départ, les filles de la Croix ont pour but d'aider le clergé, notamment dans l'éducation de la jeunesse féminine. Elles vivent en communauté et portent l'habit religieux mais ne prononcent pas de vœux, mais seulement une oblation à Dieu et la promesse de persévérer dans l'institut et d'en observer les constitutions. Le cardinal Alessandro Lualdi, archevêque de Palerme, offre sa protection à la communauté et fait déplacer la maison-mère dans sa ville en 1924.
L'institut reçoit le décret de louange le 3 juin 1932 en tant que société de vie apostolique puis le Saint-Siège le reconnaît comme congrégation religieuse le 13 décembre 1974.

## Activités et diffusion
Les sœurs se consacrent à l'enseignement.
La maison-mère est à Palerme. 
En 2017, la congrégation comptait 91 sœurs dans 18 maisons.